# Уряд Серріто

Прапор Уругваю, який використовується урядом Серріто

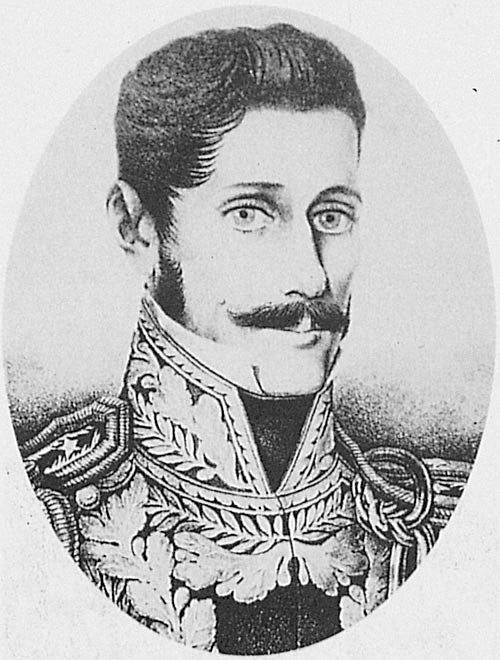
Мануель Орібе

Один з урядів Уругваю називався Уряд Серріто в XIX столітті, під час Громадянської війни в Уругваї, його штаб-квартира розташовувалась за мурами Монтевідео, у нинішньому районі Серріто-де-ла-Вікторія. Цей уряд, як і Уряд оборони, був один із двох урядів, які сперечалися за владу в Уругваї. Центром влади була тодішня Біла партія, нинішня Національна партія під командуванням генерала Мануеля Орібе, яка проіснувала 8 років, а з 1843 до 1851 року контролювала майже всю територію Уругваю, за винятком міста Монтевідео, столиці країни.

## Обставини

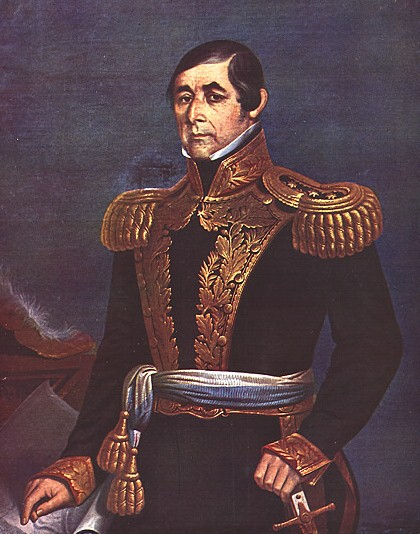
Фруктуосо Рівера

Громадянська війна почалася в 1836 році, коли Фруктуосо Рівера, перший президент Східної Республіки Уругвай з 1830 до 1834 роки, повстав проти свого наступника Мануеля Орібе. Незважаючи на перемогу при Карпінтерії, останній був змушений відмовитися від влади в жовтні 1838 і сховатися в Буенос-Айресі, де диктатор Хуан Мануель де Росас прийняв його як конституційного президента і довірив йому командування арміями Аргентинської Конфедерації. 1 березня 1839 року Рівера був обраний президентом ркспубліки вдруге і почав бойові дії вдруге: почалась Велика війна.
Після перемоги над генералом-унітарієм Хуаном Лавалле на півночі Аргентини Мануель Орібе попрямував до Уругваю на чолі уругвайсько-аргентинських військ. Президент Рівера прийшов зустріти його, переконаний у перемозі. Насправді, Росас натякнув, що Орібе неспроможний боротися, і заявив: «Якби пардехон знав, як отримати прибуток», англійському дипломату Мандевілю, який негайно повідомив про це президенту Сходу.
Дві армії, кожна з яких налічувала близько 8000 осіб, зіткнулися на 6 грудня 1842 року в Арройо Гранде. Війська Орібе включали жителів Сходу на чолі з його братом Ігнасіо Орібе, Ентре-Ріосу та солдатів Аргентинської Конфедерації. Серед колорадосців були жителі сходу на чолі з Ріверою, а також аргентинці з провінцій Коррієнтес, Санта-Фе та Ентре-Ріос на чолі з губернаторами Педро Ферре та Хуаном Пабло Лопесом. Перемога Бланко була повною, і Рівера сховався у Бразилії. Потім Орібе увійшов до Уругваю; 16 лютого 1843 р., авангард його військ розташувався табором біля воріт Монтевідео і обложив місто.
Під час того, що уругвайська історіографія називає «Великою облогою» (El Sitio Grande) і яка тривала майже дев'ять років, ситуація практично не змінилася. Оскільки перемога здавалася близькою, Бланко відмовилися від штурму столиці і вважали за краще дочекатися, коли вона впаде сама собою. Флот Аргентинської Конфедерації під командуванням Гільєрмо Брауна спробував заблокувати порт, але безуспішно (британська ескадра комодора Первіса форсувала блокаду). Насправді облога так і не була повною. Британський і французький флот постійно забезпечували вільний доступ до порту, дозволяючи обложеним запасатися і чинити опір. Зрештою, воюючі сторони розташувалися табором на своїх позиціях, і бої, часто невисокої інтенсивності, мали епізодичний характер (іноді з інтервалом у кілька місяців).

## Організація уряду Серріто
Орібе встановив свій уряд на пагорбі Серріто-де-ла-Вікторія в передмісті Монтевідео, тоді як колорадо організували власний уряд, відомий як «Оборона». Там він збудував оглядовий майданчик заввишки двадцять п'ять метрів, до якого можна було піднятися гвинтовими сходами, і з якого можна було спостерігати в телескопи за рухом усередині міста. В Орібе був офіс там, де він проводив свої дні, а ввечері ходив у свій quinta (заміський будинок) у Курва-де-Мароньяс.
За два кроки від Серріто-де-ла-Вікторія район Кардал швидко став відігравати центральну роль. Спочатку скромне село Кардал займало вигідне стратегічне становище (на висоті, біля в'їзду в Монтевідео), будучи великим комерційним центром для обложників (з його продуктовими магазинами його фабриками, його млинами), але також можливість розміщення солдатів і сімей, вірних каудильйо (в основному патрицій за походженням, вони були пов'язані з боротьбою за незалежність і з Хуаном Антоніо Лаваллеха, звідси і присутність більшості з Тридцять трьох Орієнтальців.
Розвиток Кардалу — дуже швидкий та анархічний — спонукав Орібе створити своїм указом 24 травня 1849 р., новий міський центр, який отримав назву Villa Restauración (Вілла Реставрації) (у зв'язку з титулом «реставратора законів», який носив каудильйо). «Столиця» Бланкос була радикально перетворена: було збудовано нові вулиці (що породило нову номенклатуру), а будівлі виросли з-під землі (Національний коледж — нинішня лікарня Пастера — церква Сан-Агусти). Наприкінці війни колорадо перейменували його на Вілла-де-ла-Уньйон (нині однойменний район Монтевідео).
Нарешті, уряд Серріто придбав офіційний порт — Бучео — для торгівлі із зовнішнім світом. Експорт (шкіра, в'ялене м'ясо, шерсть та інше) та імпорт (полотно, деревина, борошно та інше) приносили значні податкові надходження, які становили основне джерело доходів влади. Вся ця діяльність вимагала створення спеціальної адміністрації та будівництва різних споруд (набережна, будівля під назвою «митниця Орібе», господарський суд).

## Заходи уряду Серріто
Перенесення палат депутатів і сенаторів (розпущених Ріверою 1838 року) був пріоритетом для Орібе. Вибори призначені на червень 1845 р. дозволили заповнити вакансії і, 11 серпня, Генеральна Асамблея була урочисто відтворена. Відразу останній підтвердив легітимність Орібе і санкціонував втручання військ Аргентинської Конфедерації.
Президент Бланко сформував уряд, що складається з міністрів Карлоса Вільядемороса із зовнішніх зв'язків, Бернардо П. Берро у внутрішніх справах та генерала Антоніо Діаса з економіки та війни. Реорганізація судової системи призвела до створення апеляційних судів. Уряд також розділив країну на два великі військові округи — на північ і на південь від Ріо-Негро — під відповідним командуванням генералів Сервандо Гомеса та Ігнасіо Орібе, тоді як департаменти керувалися військовими командирами.
Політичне життя Cерріто було менш збуджене, ніж життя «Оборони», навіть якщо розбіжності протистояли солдатам та інтелектуалам. Перші наполягали на військових зусиллях, а другі (Бернардо П. Берро, Хуан Ф. Хіро, Едуардо Асеведо) вимагали поваги до свободи особистості. Але зрештою Орібе — харизматичний та авторитарний лідер — нав'язав свої погляди. Нарешті, під час Великої облоги періодичне видання El Defensor de la Independencia Americana (що кожні три дні виходило) передавало ідеологію влади.
Ще одним пріоритетом для Орібе було створення найсучаснішої та всебічної системи освіти. Крім того, Комісія з суспільної освіти (до складу якої увійшли Едуардо Асеведо, Бернардо П. Берро та Хосе Марія Рейєс) заснувала Педагогічну школу для підготовки вчителів, а у Вілья-де-ла-Ресторасьйон був відкритий університет. У відповідь рішення уряду Оборони указ від червня 1845 року санкціонував експропріацію власності Колорадо. Зрештою, законодавча робота уряду Серріто була важливішою за те, що зазвичай говорить офіційна історіографія. Але найважливіший закон, безсумнівно, той, що 26 жовтня 1846 р., скасувати рабство повністю і без будь-яких обмежень

## Вплив Росаса
Вплив Росаса на Орібе завжди був предметом суперечок. Однак, хоча він був зобов'язаний аргентинським диктатором, східний президент завжди залишався заклопотаним своєю незалежністю та свободою прийняття рішень. Нарешті, хоча деякі історики — наприклад, колорадо під час Великої війни — стверджували, що два каудильйо припускали приєднання Уругваю до Аргентинської Конфедерації, немає жодних доказів, що підтверджують це твердження.

## Кінець
Майбутнє уряду Серріто затьмарилося в 1851 році, коли Каудільо Ентре-Ріос Уркіса відмовився від свого колишнього союзника Росаса, щоб підписати договір про союз із Бразильською імперією та Колорадо. Постійний стан війни також спровокував деморалізацію та численні випадки дезертирства у таборі Бланко, оскільки міністр Бернардо П. Берро намагався у своїй особистій якості досягти компромісу з новою коаліцією.

## Дивитися також
- Gobierno de la Defensa
- Велика облога Монтевідео
- Громадянська війна в Уругваї